# البريت (الحديدة)

تعديل مصدري - تعديل

البريت هي إحدى قرى مديرية المراوعة، التابعة لمحافظة الحديدة اليمنية، بلغ تعداد سكانها 1156 نسمة حسب الإحصاء الذي جرى عام 2004.